# Гамерен
Гамерен (нід. Gameren) — село в нідерландській провінції Гелдерланд. Входить до муніципалітету Залтбоммел.
Його площа — 13,26 км², а населення станом на 2021 рік становило 3000 осіб.
Перша згадка про населений пункт датується 1146 роком. До 1955 року мав статус окремого муніципалітету.

## Галерея

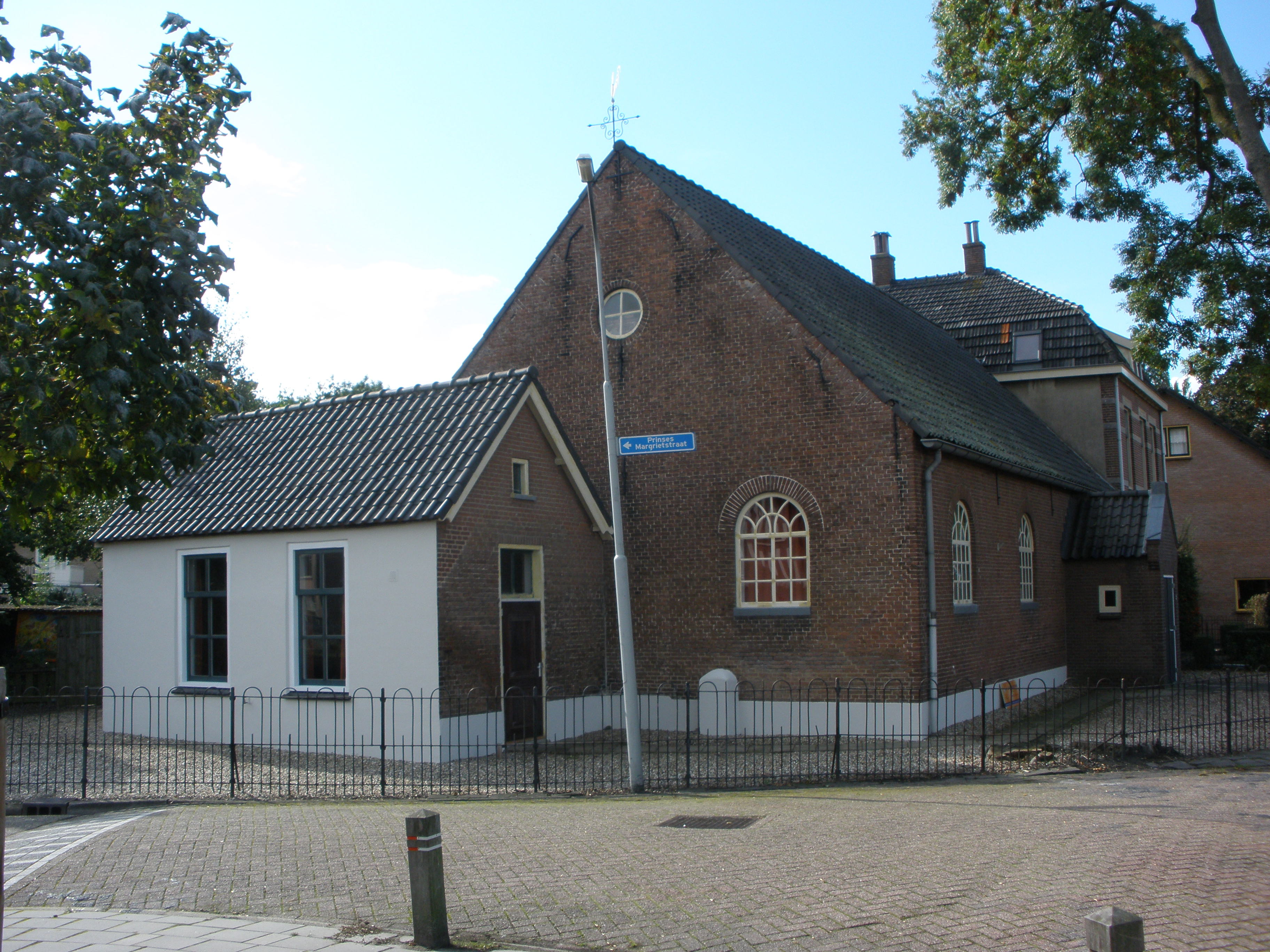
Протестантська церква
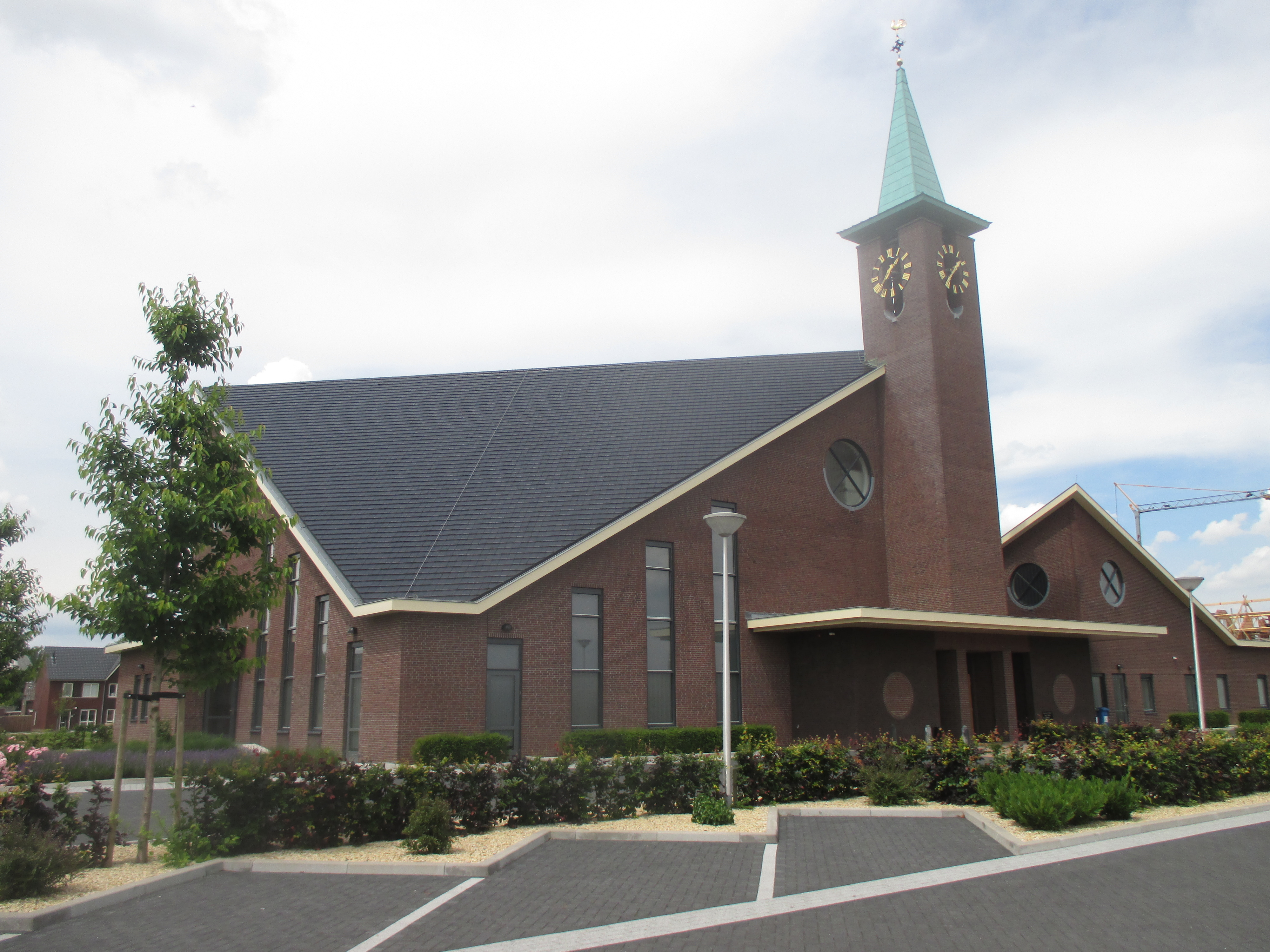
Реформістська церква
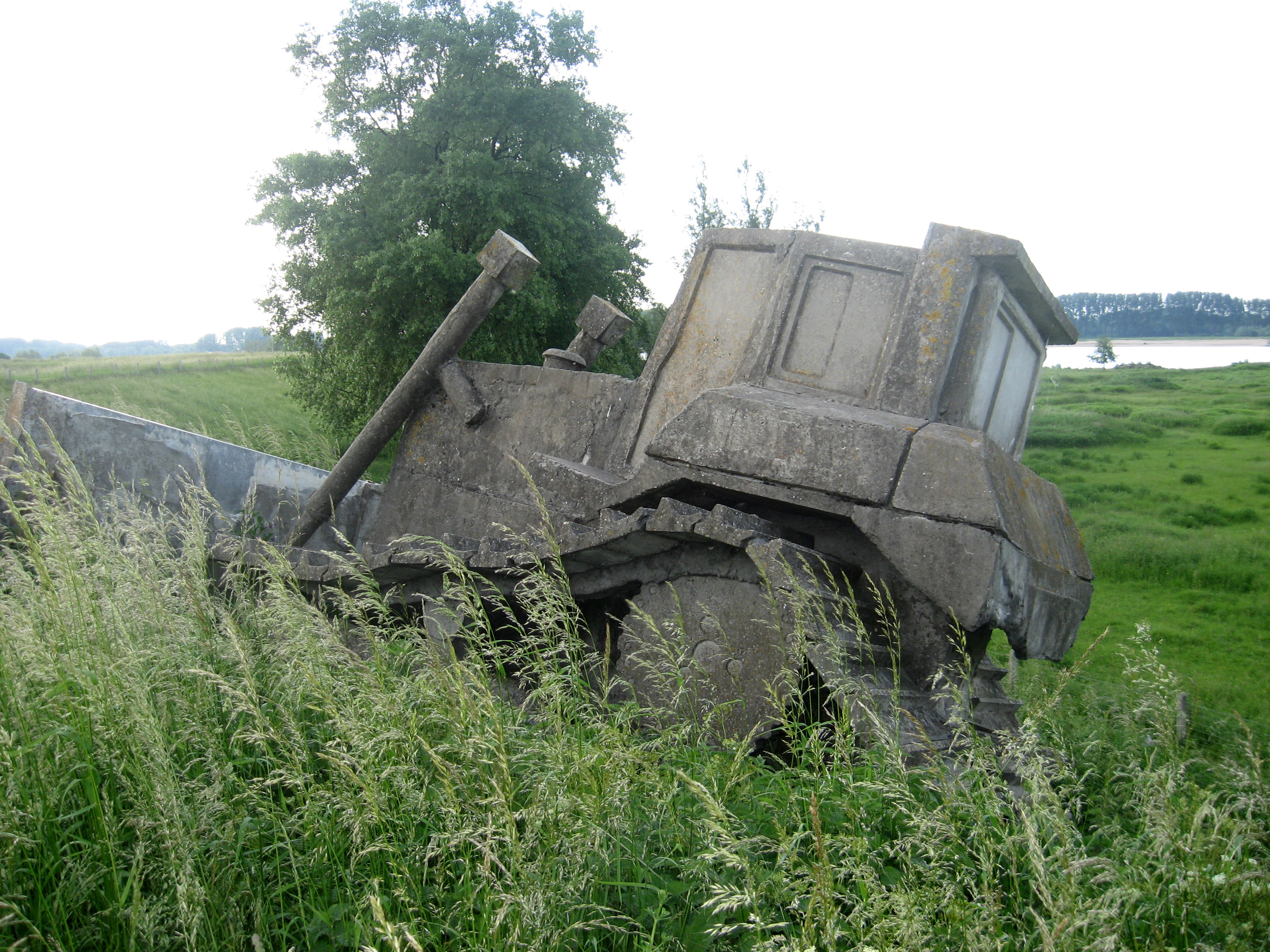
Арт-об'єкт у Гамерені
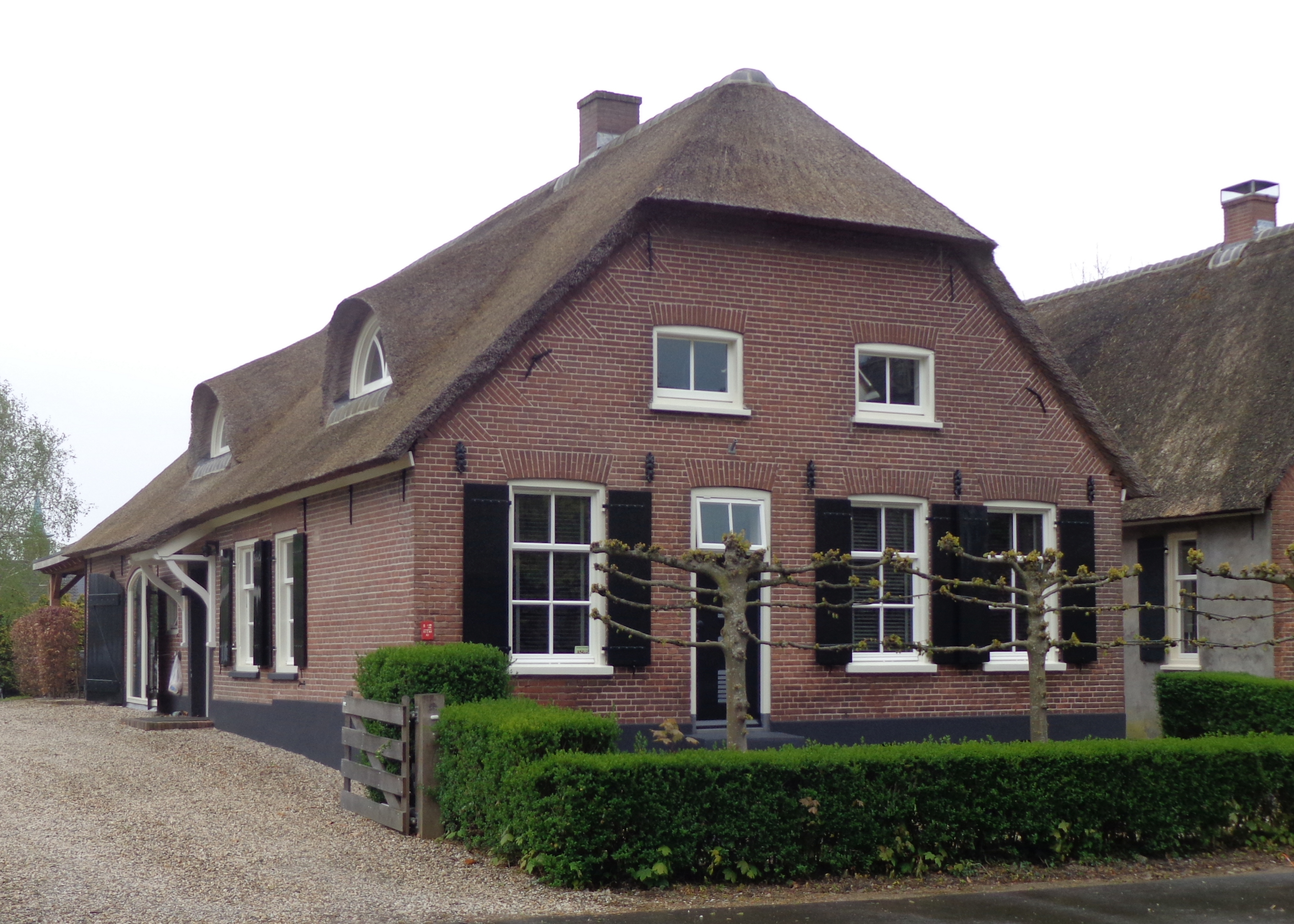
Сільський будинок